# Robert Ley (Schiff)
Die  Robert Ley war ein Kreuzfahrtschiff der NS-Organisation Deutsche Arbeitsfront (DAF). Das Schiff wurde vom Amt für Reisen, Wandern und Urlaub (RWU) der DAF-Unterorganisation NS-Gemeinschaft „Kraft durch Freude“ (KdF) für Kreuzfahrten eingesetzt und galt als das Flaggschiff der KdF-Flotte. Nach Beginn des Zweiten Weltkrieges am 1. September 1939 wurde es, wie die anderen KdF-Schiffe auch, von der Kriegsmarine als Lazarettschiff, Wohnschiff und als Truppentransporter verwendet.
Das nach dem NSDAP-Reichsleiter und DAF-Vorsitzenden Robert Ley benannte Schiff lag wenige Wochen vor Kriegsende im Hamburger Hafen, wo es bei einem britischen Luftangriff getroffen wurde und völlig ausbrannte. Das Wrack wurde später nach Großbritannien geschleppt und dort verschrottet.

## Bau und Ausstattung
Das neue Schiff der KdF-Flotte wurde im Auftrag der Deutschen Arbeitsfront bei den Howaldtswerken Hamburg unter der Baunummer 754 auf Kiel gelegt. Schiffseigner war somit die DAF; jedoch wurde die Robert Ley von der Hamburg-Amerikanischen Packetfahrt-Actiengesellschaft (HAPAG) bereedert, d. h. verwaltet, mit Besatzung versehen und gewartet. Mit der Innenausstattung wurde der Architekt Woldemar Brinkmann beauftragt, der auch an der Jungfernfahrt des Schiffes teilnahm.
Ihr Stapellauf fand am 29. März 1938 in Anwesenheit Adolf Hitlers statt. Die Indienststellung erfolgte am 24. März 1939.
Das Schiff war für etwa 1750 Passagiere zzgl. der Besatzungsmitglieder ausgelegt.
Die Decks der Robert Ley bestanden in:
- Kommandobrücke (mit Kabinen für Kapitän und Offiziere)
- Sonnendeck (mit Bibliothek)
- Bootsdeck (mit Kabinen und kleinen Gesellschaftsräumen)
- Promenadendeck (mit den Hauptgesellschaftsräumen)
- A-Deck (mit Kabinen, Speisesälen mit 860 Sitzplätzen und Wirtschaftsräumen)
- B-Deck (mit Kabinen, Wäscherei und Frisör)
- C-Deck (mit Kabinen, Bäckerei und Schlachterei) (Schottendeck)
- D-Deck (mit Kabinen, Hospital, Speiseraum für Besatzung und Werkstatt)
- E-Deck (mit Kabinen)
- F-Deck (mit Schwimmbad, Gepäckraum, Vorräten und Proviant, eine Wäschereianlage, Maschinen- und Hilfsmaschinenraum)

## Nutzung bis 1945
Die Robert Ley wurde anfangs als Kreuzfahrtschiff der NS-Organisation „Kraft durch Freude“ eingesetzt.
Im Mai 1939 fuhr sie zusammen mit den KdF-Schiffen Wilhelm Gustloff, Stuttgart, Der Deutsche, Sierra Cordoba und Oceana nach Vigo in Spanien, wo die Flotte am 24. Mai eintraf und medizinische und andere Materialien entlud, die für das Franco-Regime bestimmt waren. Am 26. Mai gingen die Truppen der Legion Condor an Bord der Schiffe. Die Robert Ley übernahm 1416 Mann, die am 30. Mai in Hamburg wieder von Bord gingen.
Kurz vor dem Beginn des Zweiten Weltkriegs wurde die Robert Ley am 25. August 1939 als Lazarettschiff von der Kriegsmarine übernommen und in Hamburg entsprechend umgerüstet. Von September 1939 bis Dezember 1939 war der spätere Admiralarzt Otto Siegfried Tarnow Chefarzt des Schiffes. Mangels Bedarf wurde sie am 22. November 1939 als Lazarettschiff außer Dienst gestellt und stattdessen nach neuerlicher Umrüstung im Mai 1940 als Wohnschiff der 1. Unterseebootsschule, am 13. Juni 1940 in 1. U-Lehrdivision umbenannt, in Pillau zugewiesen.
Ab Ende Juli 1944 wurde sie als Verwundetentransportschiff (VTS) in der Ostsee eingesetzt, dann ab September 1944 wieder als Wohnschiff bei der II. Abteilung der 1. U-Lehrdivision. Chefarzt war der Flottenarzt Paul Kubitzki. Nach dem Durchbruch der Roten Armee an der Ostfront wurde die Robert Ley bei der Evakuierung von Zivilisten und Verwundeten aus Ostpreußen eingesetzt. Sie verließ Pillau am 25. Januar 1945, gemeinsam mit der Ubena, der Pretoria, der Duala und den aus Königsberg kommenden General San Martin und Der Deutsche, mit dem ersten großen Transport mit zusammen rund 25.000 Flüchtlingen und Verwundeten an Bord.

## Ende

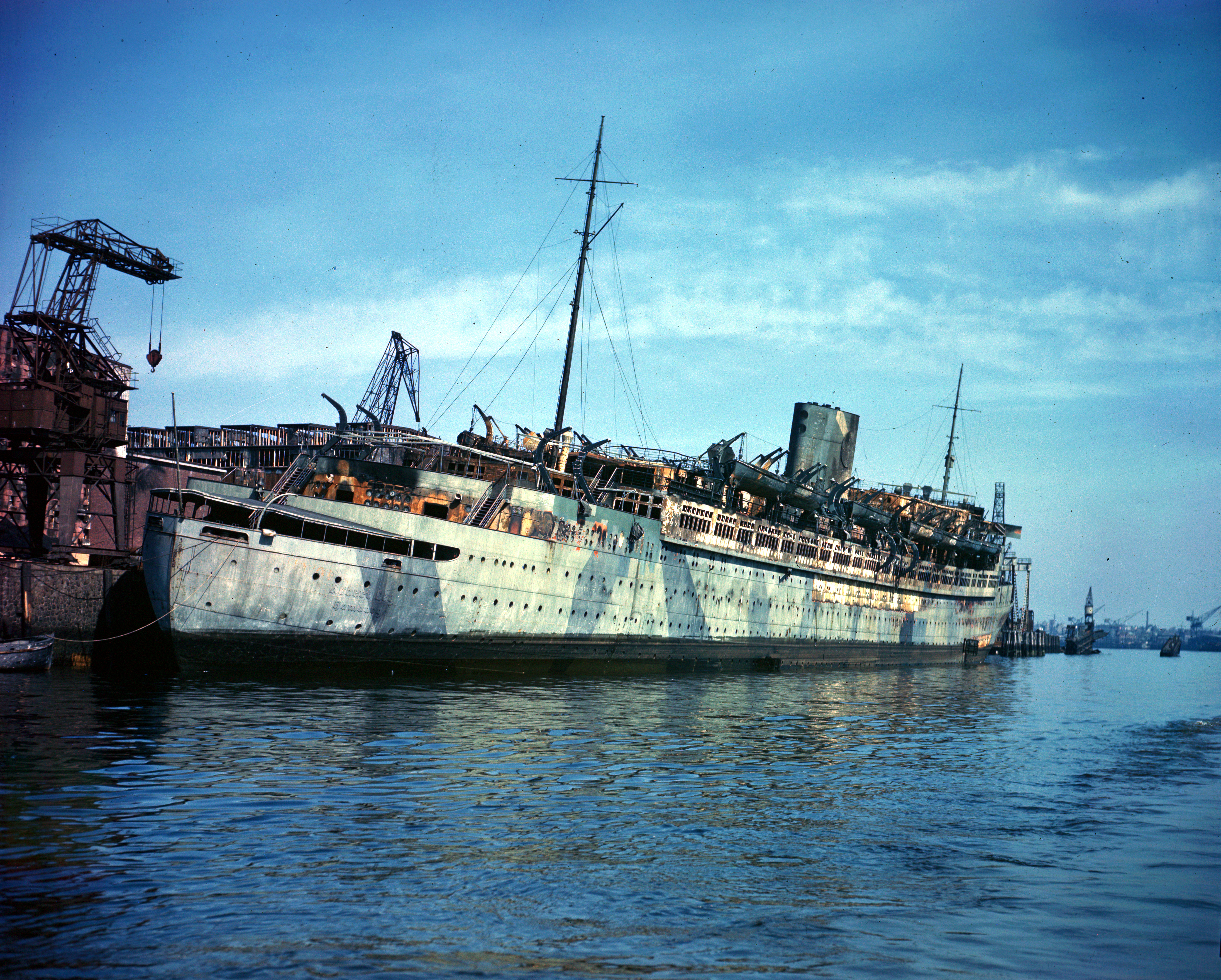
Die Robert Ley 1945

Am 24. März 1945 befand sich die Robert Ley im Hamburger Hafen, als die britische Royal Air Force einen Luftangriff auf die Stadt flog. Das Schiff erhielt mehrere Bombentreffer, brannte vollkommen aus und sank. 1946 wurde das Wrack gehoben, im Juni 1947 nach Großbritannien geschleppt und in Inverkeithing (Schottland) verschrottet.

## Trivia
Ein großes Modell des Schiffes diente auf einem KdF-Umzug im Mai 1937 in Hamburg als Umzugswagen.